# 克拉斯·曼爾貝

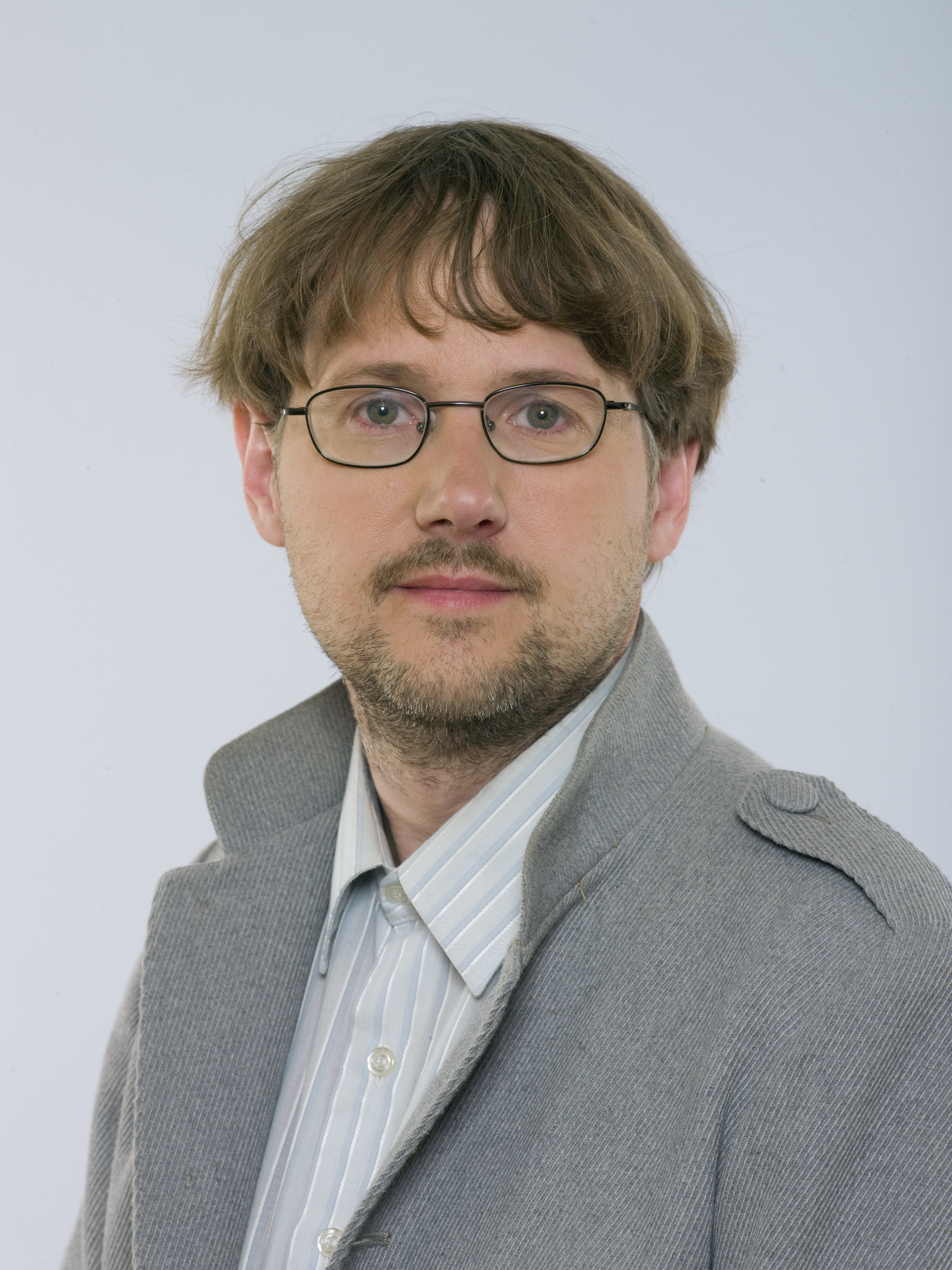
克拉斯·曼爾貝

克拉斯·曼爾貝（瑞典語：Niclas Fredrik Olof Malmberg；1970年5月4日—），是瑞典政治家，2014年至2018年是瑞典國民黨和綠色環境黨文化與媒體政策發言人，以及瑞典國民議會文化委員會委員。

## 生平
克拉斯·曼爾貝擁有JMK的科學記者學位，並曾在Östhammar的新聞和烏普薩拉免費報紙擔任編輯。在1995年至1997年期間，克拉斯·曼爾貝是綠色青年聯合會的召集人。
他在2002年至2010年期間擔任綠色環境黨的烏普薩拉市政議員。自2007年以來，克拉斯·曼爾貝一直是瑞典廣播，瑞典電視和教育廣播行政基金會的成員，並且自2009年以來一直是新聞支持委員會的成員，並且還是州政府對新聞支持、多樣性和影響力調查以及媒體憲法委員會的成員。於2016年9月加入政府。自2013年以來，他一直擔任瑞典風電合作社的董事會成員，自2017年以來一直擔任公共服務諮詢委員會成員。
自2016年以來，克拉斯·曼爾貝一直擔任烏普薩拉綠黨主席。
克拉斯·曼爾貝還曾擔任過編輯和作家的工作，包括撰寫了針對兒童和年輕人的氣候問題教科書，《小氣候書》以及音樂故事《拯救公園的行動》。